# Seriolina nigrofasciata
Seriolina nigrofasciata és un peix teleosti de la família dels caràngids i de l'ordre dels perciformes.

## Particularitats
Seriolina nigrofasciata és l'única espècie del gènere Seriolina.

## Morfologia
Pot arribar als 70 cm de llargària total i 5.200 g de pes.

## Distribució geogràfica
Es troba des de les costes del Mar Roig i de l'Àfrica oriental fins al Japó i Austràlia. També al sud-est de l'Atlàntic (Sud-àfrica).